# 1. československá fotbalová liga 1976/1977
1. československá fotbalová liga 1976/1977 byla 46. sezónou nejvyšší československé ligy v mužském fotbale. Sezóna začala 17. srpna 1976 a skončila 6. června 1977. Ligu vyhrála ASVS Dukla Praha.
16 týmů se během sezóny utkalo dvakrát; jednou doma a jednou venku. Každý tým tedy odehrál 30 zápasů. Poslední dva týmy sestoupily.

## Tabulka ligy
| Poř. | Tým                        | Z  | V  | R  | P  | VG | OG | B  |
| ---- | -------------------------- | -- | -- | -- | -- | -- | -- | -- |
| 1.   | ASVS Dukla Praha           | 30 | 18 | 6  | 6  | 61 | 33 | 42 |
| 2.   | TJ Inter Bratislava        | 30 | 16 | 6  | 8  | 55 | 36 | 38 |
| 3.   | TJ Slavia Praha            | 30 | 13 | 10 | 7  | 53 | 36 | 36 |
| 4.   | TJ Zbrojovka Brno          | 30 | 13 | 9  | 8  | 49 | 40 | 35 |
| 5.   | TJ Lokomotíva Košice       | 30 | 16 | 1  | 13 | 60 | 59 | 33 |
| 6.   | TJ Škoda Plzeň             | 30 | 11 | 9  | 10 | 40 | 37 | 31 |
| 7.   | TJ Baník Ostrava OKD       | 30 | 11 | 8  | 11 | 36 | 33 | 30 |
| 8.   | TJ Slovan CHZJD Bratislava | 30 | 12 | 5  | 13 | 44 | 38 | 29 |
| 9.   | TJ Bohemians ČKD Praha     | 30 | 8  | 13 | 9  | 32 | 34 | 29 |
| 10.  | TJ ZVL Žilina              | 30 | 10 | 9  | 11 | 40 | 43 | 29 |
| 11.  | TJ Jednota Trenčín         | 30 | 10 | 9  | 11 | 41 | 48 | 29 |
| 12.  | TJ Sklo Union Teplice      | 30 | 11 | 6  | 13 | 45 | 46 | 28 |
| 13.  | TJ Sparta ČKD Praha        | 30 | 11 | 6  | 13 | 40 | 44 | 28 |
| 14.  | TJ Spartak TAZ Trnava      | 30 | 9  | 8  | 13 | 26 | 47 | 26 |
| 15.  | TJ VP Frýdek-Místek        | 30 | 8  | 7  | 15 | 35 | 48 | 23 |
| 16.  | TJ VSS Košice              | 30 | 5  | 4  | 21 | 35 | 70 | 14 |

## Soupisky mužstev

### ASVS Dukla Praha
Jaroslav Netolička (26/0/11),
Ivo Viktor (4/0/1) –
Jaroslav Bendl (11/0),
Ivan Bilský (25/5),
Karel Dvořák (29/2),
Jan Fiala (19/0),
Miroslav Gajdůšek (27/9),
Tomáš Kříž (2/0),
Luděk Macela (27/2),
Zdeněk Mikuš (1/0),
Zdeněk Nehoda (29/12),
Stanislav Pelc (26/5),
Oldřich Rott (28/4),
Václav Samek (30/1),
Zdeněk Ščasný (3/0),
František Štambachr (26/8),
Ján Švehlík (12/0),
Ladislav Vízek (28/13) –
trenér Jaroslav Vejvoda, asistent Jan Brumovský

### TJ Inter Slovnaft Bratislava
Miroslav Kovařík (30/0/10) –
Jozef Bajza (30/2),
Jozef Barmoš (30/1),
Karol Brezík (20/4),
Július Goga (24/3),
Ladislav Hudec (25/1),
Václav Chovanec (1/0),
Ladislav Jurkemik (28/8),
František Kalmán (4/0),
Imrich Kolláth (2/0),
Jozef Levický (22/8),
Peter Mráz (29/6),
Marián Novotný (26/7),
Milan Paliatka (28/1),
Ladislav Petráš (24/6),
Juraj Szikora (4/0),
Jozef Šajánek (28/4),
Vojtech Šimon (1/0),
Jaroslav Šimončič (6/2) –
trenér Valerián Švec, asistent Ottmar Deutsch

### SK Slavia Praha IPS
Miroslav Stárek (8/0/4),
František Zlámal (22/0/4) –
Pavol Biroš (24/0),
František Cipro (29/0),
Josef Frydrych (16/1),
Jiří Grospič (14/0),
Dušan Herda (17/4),
Peter Herda (27/11),
Zbyněk Hotový (19/1),
Zbyněk Houška (1/0),
Josef Jebavý (17/3),
Lubomír Jegla (1/0),
Ivo Lubas (26/4),
Ján Luža (3/0),
Karel Nachtman (12/0),
Miroslav Pauřík (30/0),
Zdeněk Peclinovský (4/0),
Miroslav Radolský (15/1),
Robert Segmüller (28/10),
Pavol Stričko (4/0),
Rudolf Svoboda (25/8),
Emil Turček (2/0),
František Veselý (28/7),
Milan Vrabec (1/0) –
trenér Jaroslav Jareš, asistent Miloš Urban

### TJ Zbrojovka Brno
Josef Hron (30/0/9) –
Miroslav Bureš (20/2),
Libor Došek (18/1),
Jiří Hajský (20/4),
Emil Hamar (3/0),
Jiří Hamřík (28/0),
Karel Jarůšek (30/5),
Jan Klimeš (19/0),
Zdeněk Klimeš (19/3),
Vítězslav Kotásek (29/9),
Karel Kroupa (29/17),
Ľudovít Mikloš (16/0),
Josef Pešice (30/5),
Vlastimil Petržela (3/0),
Josef Pospíšil (30/0),
Jindřich Svoboda (26/1),
Rostislav Václavíček (30/2) –
trenér Josef Masopust, asistent Viliam Padúch

### TJ Lokomotíva Košice
Anton Flešár (3/0/0),
Stanislav Seman (28/0/6) –
Marián Černický (27/4),
Vladimír Dobrovič (26/1),
Peter Fecko (28/6),
Vladimír Hric (7/0),
Ladislav Józsa (26/18),
František Keruľ (2/0),
Václav Kohoutek (1/0),
Ján Kozák (29/6),
Pavol Kretovič (1/0),
Peter Lovacký (3/0),
Ondrej Mantič (30/0),
Jozef Móder (24/8),
Pavol Pencák (29/3),
Pavol Pizúr (16/1),
Jozef Suchánek (24/0),
Ladislav Toporčák (3/0),
Dušan Ujhely (29/7),
Ľudovít Žitňár (28/6) –
trenéři Jozef Jankech a Michal Baránek, asistent Ján Paulinský

### TJ Škoda Plzeň
Josef Čaloun (30/0/10),
Václav Lavička (1/0/0) –
Jan Berger (25/2),
Ivan Bican (27/3),
František Brusnický (19/0),
Antonín Dvořák (15/2),
Ladislav Fojtík (4/0),
Milan Forman (18/0),
Jaroslav Hřebík (5/1),
Michal Jelínek (26/15),
Pavel Karafiát (24/3),
Jaroslav Klimt (1/0),
Milan Kopřiva (10/0),
Zdeněk Michálek (5/0),
Ladislav Minařík (10/1),
Zdeněk Morávek (4/0),
Lubomír Rejda (30/3),
Jiří Sloup (28/4),
František Sudík (30/0),
Karel Süss (23/1),
Stanislav Štrunc (13/1),
Petr Uličný (24/3),
Bohumil Vojta (6/0) –
trenér Tomáš Pospíchal, asistent Zdeněk Michálek

### TJ Baník Ostrava OKD
Pavol Michalík (29/0/8),
František Schmucker (2/0/1) –
Augustín Antalík (8/1),
Josef Foks (29/0),
Ladislav Hahn (3/0),
Jiří Hudeček (26/2),
Lubomír Knapp (13/1),
Josef Kolečko (21/0),
Arnošt Kvasnica (17/2),
Verner Lička (25/3),
Zdeněk Lorenc (14/2),
Petr Nesrsta (4/2),
Libor Radimec (20/5),
Jiří Ruš (5/0),
Zdeněk Rygel (30/3),
Rostislav Sionko (28/5),
Petr Slaný (29/6),
Miloslav Smetana (12/1),
Zdeněk Svatonský (7/0),
Vladimír Šišma (3/0),
Zdeněk Šreiner (10/2),
Josef Tondra (6/0),
Rostislav Vojáček (28/1),
Petr Zajaroš (4/0),
Ladislav Zetocha (1/0) –
trenér Jiří Rubáš, asistent Zdeněk Šajer

### TJ Slovan CHZJD Bratislava
Tibor Matula (11/0/1),
Alexander Vencel (23/0/8) –
Miroslav Barto (22/1),
Stanislav Blecha (3/0),
Pavol Bojkovský (2/0),
Ján Čapkovič (30/9),
Jozef Čapkovič (22/1),
Miroslav Čatár (5/0),
Marián Elefant (10/0),
Ján Furinda (2/0),
Koloman Gögh (26/1),
Imrich Habánik (4/0),
Ján Haraslín (20/3),
Jozef Kováč (15/2),
Karol Krištof (29/2),
Marián Masný (29/5),
Jozef Mrva (20/1),
Milan Nemec (10/0),
Ján Neshyba (3/0),
Juraj Novotný (30/11),
Anton Ondruš (21/3),
Ivan Pekárik (10/2),
Ján Pivarník (18/2) –
trenér Michal Vičan

### TJ Bohemians ČKD Praha
Vladimír Borovička (1/0/0),
Zdeněk Hruška (27/0/10),
Josef Ledecký (2/0/0) –
Přemysl Bičovský (27/3),
Svatopluk Bouška (8/0),
Jozef Ivančík (20/2),
Jan Jarkovský (21/2),
František Jílek (15/0),
Petr Králíček (30/3),
Ľubomír Kvačkaj (12/0),
Josef Málek (15/0),
Jaroslav Marčík (10/0),
Karel Mastník (29/2),
Antonín Panenka (26/14),
Zdeněk Prokeš (29/2),
Karel Roubíček (15/1),
Emil Řehák (6/0),
Vladimír Stanko (1/0),
Miroslav Vacek (3/0),
Miroslav Valent (28/0),
Ladislav Vankovič (15/4),
Josef Vejvoda (28/0),
Petr Vokáč (10/0) –
trenér Bohumil Musil, asistent Ladislav Ledecký

### TJ ZVL Žilina
Peter Kráľ (10/0/3),
Bohuslav Murárik (20/0/3) –
Jozef Beleš (28/5),
Igor Frič (20/4),
Milan Galvánek (23/3),
Tibor Chobot (28/11),
Ján Ilavský (23/2),
Ladislav Knapec (16/0),
Anton Mintál (19/0),
Zdeno Miškolci (4/1),
Jozef Norocký (2/0),
Albert Rusnák (26/4),
Dušan Sepeši (18/1),
Milan Staškovan (28/0),
Milan Šmehýl (27/1),
Karol Šulgan (24/1),
Štefan Tománek (30/3),
Miroslav Turianik (19/3),
Václav Vojtek (11/1) –
trenér Jozef Marko, asistent Eduard Hančin

### TJ Jednota Trenčín
Jaroslav Macháč (30/0/8) –
Peter Ančic (29/8),
Imrich Angyal (2/0),
Ján Babuliak (11/0),
Jozef Berec (24/1),
Miroslav Brezovský (15/0),
Jozef Čechvala (13/1),
Viliam Gajdúšek (10/0),
Rudolf Holcinger (1/0),
Jozef Hollý (28/2),
Jozef Hrušovský (25/1),
Kamil Chatrnúch (3/0),
Bohumil Koiš (9/0),
František Koronczi (18/5),
Alexander Kovács (29/11),
Ján Križko (17/0),
Miloš Lintner (22/4),
Ladislav Mackura (15/0),
Ján Moravčík (1/0),
Vincent Nemček (3/0),
Vladimír Rusnák (30/3),
Juraj Řádek (10/1),
Milan Sokol (29/4) –
trenér Theodor Reimann, asistent Štefan Hojsík

### TJ Sklo Union Teplice
Jiří Sedláček (30/0/8) –
Jaroslav Bříza (13/6),
Vladimír Čermák (1/0),
Alexandr Černý (5/0),
Josef Fišer (15/3),
František Franke (29/0),
Pavel Chaloupka (1/0),
Miroslav Jirousek (3/0),
Josef Jurkanin (8/1),
Jiří Krumich (25/1),
Zdeněk Koubek (30/1),
Luděk Kühn (16/1),
Jaroslav Melichar (19/10),
Jaromír Mixa (26/1),
Lubomír Pokluda (24/8),
Václav Senický (21/2),
Pavel Soukup (4/0),
Luděk Štarch (21/4),
Jan Thorovský (28/4),
Josef Vejvoda (4/0),
František Weigend (29/3),
Jiří Ženíšek (3/0) –
trenér Antonín Rýgr, asistent Zdeněk Fajfer

### TJ Sparta ČKD Praha
Jiří Kislinger (7/0/0),
Jan Poštulka (26/0/6) –
Miloš Beznoska (7/0),
Jan Bušek (26/3),
Zdeněk Caudr (30/3),
Milan Čermák (28/7),
Josef Houdek (6/0),
František Chovanec (29/1),
Jiří Klement (10/2),
Václav Kotal (29/2),
Jaroslav Kotek (13/0),
Pavel Melichar (21/1),
Jiří Nevrlý (6/1),
Jiří Rosický (17/0),
Tomáš Stránský (20/5),
Pavel Stratil (19/2),
Oldřich Urban (26/2),
Milan Vdovjak (28/5),
Vlastimil Vejnar (4/2),
Bohumil Veselý (21/4) –
trenéři Dušan Uhrin (1.–15. kolo) a Arnošt Hložek (16.–30. kolo)

### TJ Spartak TAZ Trnava
Josef Geryk (1/0/0),
František Kozinka (29/0/11) –
Jozef Adamec (6/1),
Ľudovít Baďura (27/2),
Pavol Benčo (14/0),
Daniel Benkovský (1/0),
Peter Císar (3/0),
Karol Dobiaš (26/3),
Alojz Fandel (28/2),
Vladimír Fekete (15/2),
Michal Gašparík (16/1),
Tibor Jančula (5/1),
Dušan Kabát (12/1),
Miloš Klinka (8/0),
Vladimír Korytina (10/3),
Rudolf Kramoliš (15/1),
Ladislav Kuna (30/5),
Pavol Kvasna (23/1),
Jaroslav Masrna (16/0),
Viliam Martinák (25/1),
Peter Mrva (19/0),
Štefan Slanina (2/0),
Peter Zelenský (21/1),
Milan Zvarík (24/1) –
trenér Milan Moravec

### TJ VP Frýdek-Místek
Václav Blín (15/0/2),
Antonín Jurásek (10/0/3),
Jiří Pasyk (7/0/0) –
Ján Barčák (23/1),
Ladislav Coufal (26/2),
Michal Čermák (13/0),
Tibor Duda (28/1),
Jiří Fabík (5/1),
Lubomír Juřica (11/0),
Petr Kokeš (20/1),
Ivan Kopecký (29/2),
Ladislav Kubalák (26/0),
Miroslav Levinský (28/6),
Marián Lovíšek (16/2),
Jozef Marchevský (30/14),
Jiří Markusek (13/0),
Miroslav Mička (10/1),
Jiří Mrázek (26/2),
Václav Pěcháček (9/0),
Miroslav Pešice (4/0),
Jaromír Šeděnka (18/2),
Dušan Zbončák (11/0) –
trenér Ján Zachar, asistenti Vítězslav Kolda a Lubomír Moroň

### TJ VSS Košice
Teodor Arendarčik (1/0/0),
Ján Baranec (30/0/3),
Silvester Habiňák (1/0/0) –
Bohumil Andrejko (23/6),
Juraj Audi (25/0),
Cyril Baschiera (3/0),
Jaroslav Boroš (8/0),
Bohuslav Bugan (8/0),
Dušan Galis (30/11),
František Hoholko (24/7),
Ladislav Juhász (23/0),
Štefan Jutka (13/0),
František Králka (12/0),
Ján Kuchár (24/0),
Ladislav Lipnický (27/3),
Jozef Oboril (21/1),
Aladár Pápišta (15/0),
Jaroslav Pollák (26/1),
Ján Rišňovský (3/0),
Jozef Štafura (20/5),
Ladislav Štovčík (14/0),
Ladislav Tamáš (26/0) –
trenéři Alexander Felszeghy (1.–15. kolo) a Jozef Obert (16.–30. kolo), asistent Ján Hunčár